# Eber (Bibel)
Eber (hebräisch עֵבֶר) war im Alten Testament nach der Völkertafel Gen 10 ein Sohn Schelachs und damit ein Urenkel von Noahs Sohn Sem (Genesis 10,24 ). Mitunter finden sich auch die Schreibungen Ewer sowie Heber, er sollte aber nicht mit Heber, dem Enkel Aschers, verwechselt werden, der sich im Hebräischen חבר schreibt.

Ebers Söhne waren Peleg (darum, dass zu seiner Zeit das Land zerteilt ward) und Joktan. Nach Genesis 11,17  zeugte Eber im Alter von vierunddreißig Jahren Peleg, lebte nach dessen Geburt noch vierhundertdreißig Jahre und zeugte Söhne und Töchter.
Der Überlieferung nach starb Eber im Alter von 464 Jahren, als Jakob 20 Jahre alt war. Der hebräischen Zeitrechnung nach würde dies dem Jahr 1817 v. Chr. entsprechen.
Als Vorfahre Abrahams wird er von den Juden verehrt; häufig gilt sein Name als Eponym für die Hebräer, er wird aber auch als Gebiet auf der anderen Seite bzw. einfach als jenseits gedeutet, gemeint ist damit „jenseits des Flusses“, d. h. des Euphrats.

## Königreich Eber
Nach den Weissagungen Bileams scheint Eber auch ein syrisches Königreich gewesen zu sein. Ihm wird, zusammen mit Assur, die Vernichtung durch die Schiffe von Kittim (wahrscheinlich Kition auf Zypern) angedroht.

## Legenden um Eber
Der Legende zufolge weigerte sich Eber, am Bau des Turms von Babel mitzuwirken, weswegen die Sprache Ebers und seiner Nachkommen nicht verwirrt worden sei. Das Hebräische gilt daher dieser Legende zufolge als die Ursprache der Menschheit (lateinisch lingua humana).
In der midraschischen Literatur gilt Eber als Prophet und als einer der ersten Gotteskünder; bei ihm sollen Abraham und Jakob gelernt haben.